# PASARS

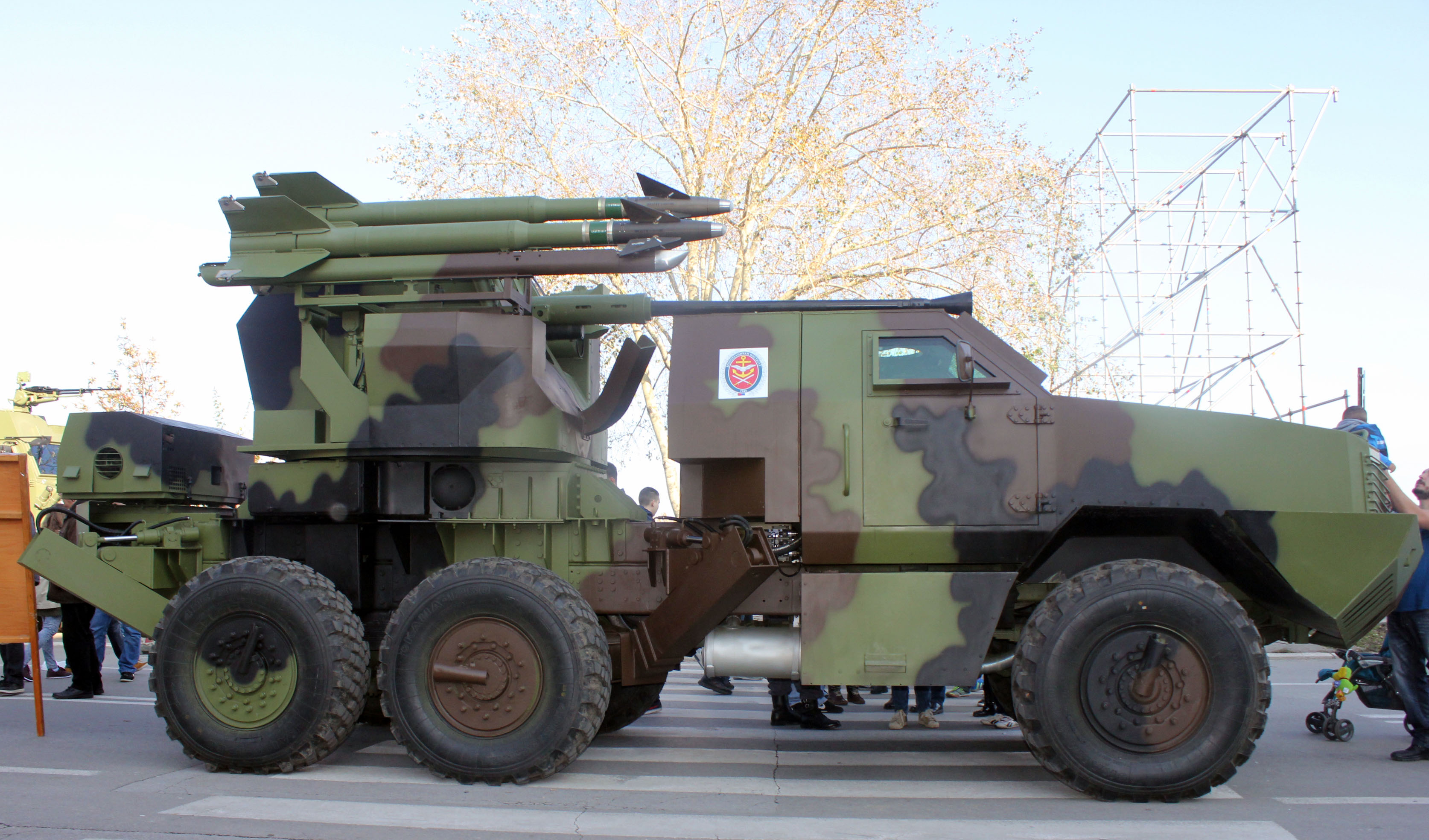
PASARS, 2016

PASARS (serbisch-kyrillisch ПАСАРС, Abkürzung von против-авионски самоходни артиљеријско-ракетни систем, dt.: selbstfahrendes Flugabwehr-Artillerie- und Raketensystem) ist ein modernes serbisches Kurzstrecken-Flugabwehrraketen-System. Im Jahr 2017 wurde es auf einer Waffenmesse in Belgrad durch Jugoimport SDPR vorgestellt.
Im Jahr 2016 begann das Technologieinstitut der serbischen Streitkräfte mit der Entwicklung des PASARS-Systems. Es handelt sich um eine Mischform, bestehend aus Flugabwehrraketen und einer Rohrwaffe. Die Bewaffnung umfasst zwei infrarotgelenkte Wympel-R-3-Luft-Luft-Raketen sowjetischen Ursprungs und ein 40-mm-Bofors-Geschütz aus schwedischer Produktion. Das Geschütz ist mit Laserentfernungsmesser und einem Nachtsichtgerät bestückt.
Das Fahrzeug basiert auf dem geländegängigen 6×6-Chassis des FAP-2026-LKW und ist gegen kleinkalibrige Geschosse geschützt. Wie der LKW ist es zudem mit einer zentralen Reifendruckregelanlage ausgestattet.

## Vergleichbare Systeme
- 96K6 Panzir
- 2K22 Tunguska